# وزن دیداری
وزن دیداری در یک تصویر به عنوان یک نیروی دیداری تعریف می شود که به دلیل کنتراست (تضاد) نوری موجود در عناصر بصری تصویر به وجود می آید. در واقع وزن بصری حول این ایده که عناصر موجود در یک تصویر نسبت به یکدیگر دارایی سنگینی متفاوتی هستند شکل گرفته است. گاهی تشخیص سنگینی عناصر یک تصویر کار دشواری نیست؛ برای مثال عناصر بزرگتر وزن بیشتری دارند و یا بعضی رنگ ها نسبت به سایرین سنگین تر هستند. 
وزن دیداری یک نیروی بصری است که بر تعادل موجود در یک تصویر غالب است. بر طبق گفته های رودلف آرنهایم، نویسنده آلمانی، وزن دیداری درکنار جهت، خصوصیت هایی هستند که بر روی تعادل یک تصویر بیش از هر چیزی تاثیرگذار هستند. 

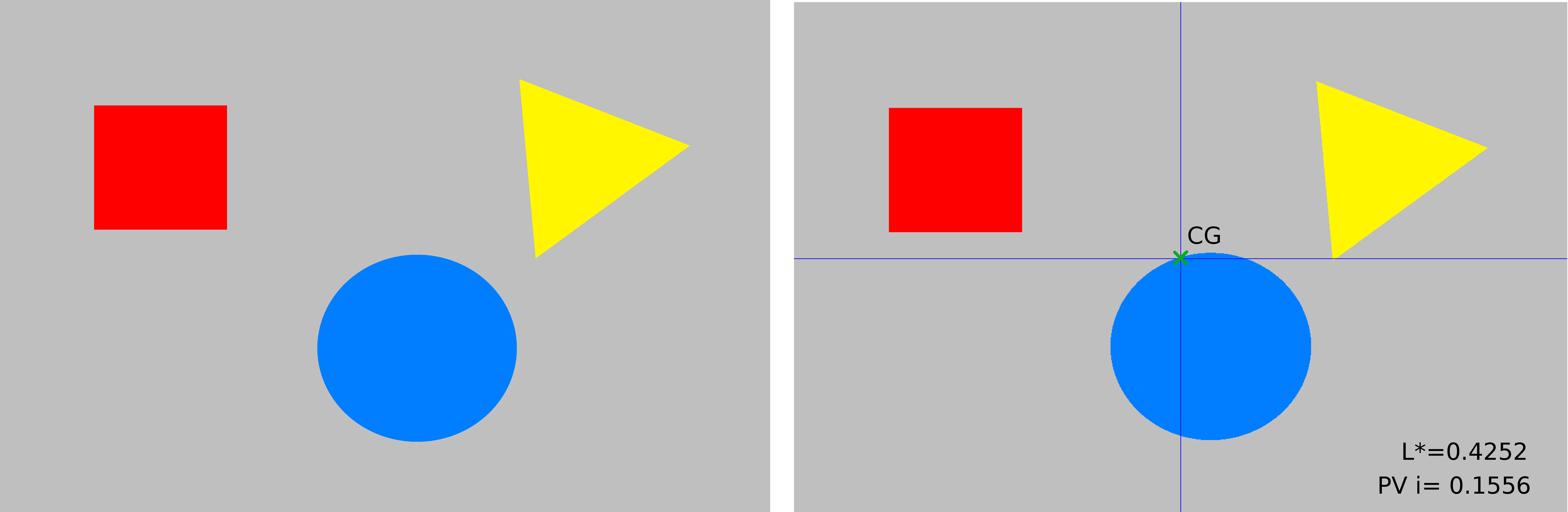
سبُکی، وزن بصری و مرکز ثقل یک تصویر

وزن بصری و تعادل یک عنصر از یک تصویر را می توان با استفاده از سبُکی آن ، سبُکی اطراف آن، و اندازه ها و موقعیت های متقابل آنها در یک ترکیب بصری تعیین کرد.
اثبات می شود که تصویری که در آن نیروی حاصل در مرکز هندسی قرار گرفته است، در تعادل قرار دارد. هنگامی که نیرو در مرزهای تصویر واقع شده باشد، تصویر در عدم تعادل است. درنتیجه می توان اینگونه تعریف کرد که مرکز هندسی یک شکل قطب بیشترین تعادل و حاشیه ها قطب های عدم تعادل محسوب می شوند. 
در پردازش تصویر، مفهوم وزن پیکسل ها، مرتبط است با تفاوت شدت هر پیکسل با پیکسل مرجع. هرچه عدد شدت پیکسل به عدد شدت پیکسل مرجع نزدیکتر باشد، وزن پیکسل بیشتر است. درواقع هرچه اختلاف شدت پیکسل مورد نظر با پیکسل مرجع کمتر باشد، پیکسل سنگین تر است. 